# Tiền sao
Một tiền sao là một ngôi sao rất trẻ vẫn còn tập hợp khối lượng từ đám mây phân tử sinh ra nó. Giai đoạn tiền sao là giai đoạn sớm nhất trong quá trình tiến hóa sao. Đối với một ngôi sao có khối lượng tương đương mặt trời, giai đoạn này kéo dài khoảng 1.000.000 năm. Giai đoạn này bắt đầu khi một đám mây phân tử suy sụp dưới tác dụng của lực hấp dẫn của bản thân nó. Nó kết thúc khi một tiền sao thổi ngược lại khí rơi vào và trở thành một ngôi sao tiền dãy chính khả kiến về mặt quang học, sau đó tiếp tục co lại, trở thành ngôi sao thuộc dãy chính.

## Phân loại các tiền sao quan sát được
| Phân loại | Phát xạ đỉnh   | thời gian (năm) |
| 0         | dưới milimet   | 104             |
| I         | hồng ngoại xa  | 105             |
| II        | hồng ngoại gần | 106             |
| III       | khả kiến       | 107             |